# Yttriumaluminiumgranat

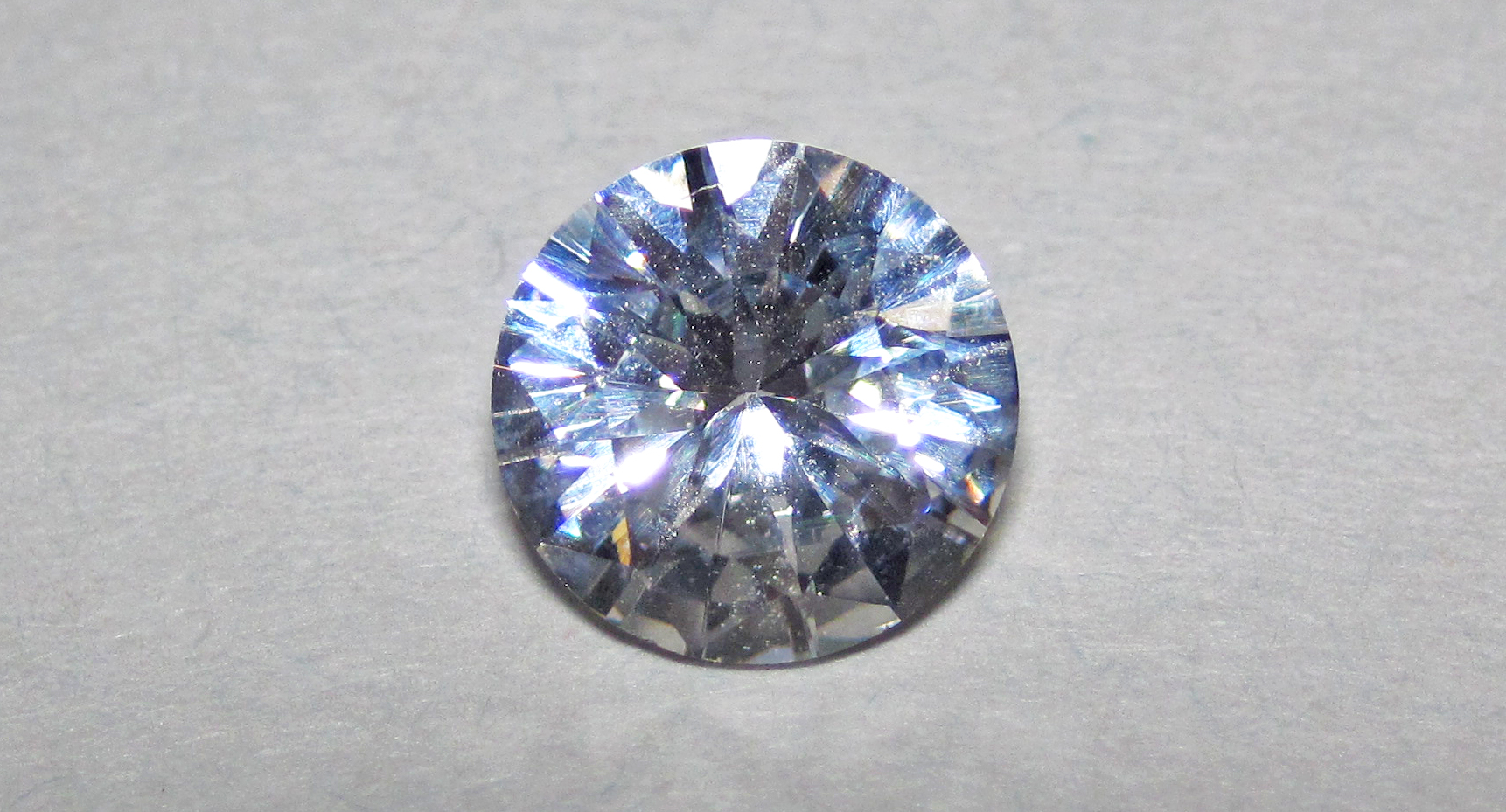
Yttriumaluminiumgranat

Yttriumaluminiumgranat, med akronymen YAG, är ett syntetiskt kristallint material med kemiska formeln Y3Al5O12. 
YAG dopat med andra ämnen används som lasermedium, till exempel i Nd:YAG-lasern.